# Katarzyna Kuzniak
Katarzyna Kuzniak (1 de agosto de 1983) es una deportista polaca que compitió en esgrima, especialista en la modalidad de sable. Ganó una medalla de bronce en el Campeonato Europeo de Esgrima de 2001, en la prueba por equipos.

## Palmarés internacional
| Campeonato Europeo | Campeonato Europeo  | Campeonato Europeo | Campeonato Europeo |
| Año                | Lugar               | Medalla            | Prueba             |
| ------------------ | ------------------- | ------------------ | ------------------ |
| 2001               | Coblenza (Alemania) | Medalla de bronce  | Sable por equipos  |